# 장도 (보성군)
장도(獐島)는 전라남도 보성군 벌교읍에 속한, 보성군의 유일한 유인도이다. 벌교읍 장암리에서 동남쪽에 위치해 있다.

## 기본 정보
섬의 형태가 노루와 비슷하여 노루 장(獐)을 써서 장도(獐島)라고 부른다. 총 4개의 마을 (대촌, 신경, 신기, 부수)에 약 150가구가 살고 있다.
2016년 전라남도가 추진한 '가고 싶은 섬' 사업에 선정되어 '뻘배가 있는 풍경 천연 갯벌' 이라는 컨셉으로 가꾸었다.
또 행정안전부에서 선정한 '2018년 휴가철 찾아가고 싶은 33섬'의 '미지의 섬'으로 선정되기도 하였다.
장도는 전라남도 보성군 벌교읍에 속한, 보성군의 유일한 유인도이다. 벌교읍 장암리에서 동남쪽에 위치해 있다.
섬의 형태가 노루와 비슷하여 노루 장(獐)을 써서 장도(獐島)라고 부른다. 총 4개의 마을 (대촌, 신경, 신기, 부수)에 약 150가구가 살고 있다.

## 교통
장도 가는 방법
<장도 사랑호>
- 탑승 위치: 상진항 (전남 보성군 벌교읍 장암리)

- 노선 및 시간 (2024년 12월 기준)

※ 하루 왕복 2번 운행
※ 배 시간이 물때에 따라 매월, 매일 다르고 휴무날이 있기 때문에 문의 필수
<장도 사랑호 버스> (달리는 마을 버스)
• 탑승 위치: 신경항 앞
• 노선 및 시간 : 배시간에 맞춰 하루 왕복 2번 운행 / 목적지를 기사님께 말씀드리면 됨)
<장도 자전거>
• 신경마을과 부수마을 입구에 대여소가 있으며 비수기인 겨울을 제외하고 대여가 가능하다.
• 자전거 대여는 각 게스트하우스 사장님께 문의해야한다.

## 숙박 및 식당
1. 장도에는 <대촌마을 게스트하우스>, <부수마을 게스트하우스>2개의 게스트하우스가 있다.
2. 각 게스트하우스에서는 식당도 함께 운영하고 있다.
3. 식당은 사전 예약이 필수이다.
* 운영은 주기적으로 바뀐다

## 가볼 만한 곳
1. 북두름산
장도 북두름산은 해발 76m로 보성군 여자만 중심에 있다. 그래서 북두름산 정상에서는 고흥-벌교-순천-여수가 한눈 에 보인다
2. 뱀굴
신경항 앞에 위치한 뱀굴은 안으로 10m정도 들어가면 직경 70cm정도의 구멍이 뚫려 지하로 통하며 부수마을의 북드름산 바닷가 굴까지 연결되어있다고 한다.
3. 팽나무
대촌마을 앞산에는 수령 400년이 넘는 나무가 있었는데 1975년 자연고사(할머니나무)했고 그 옆에 수령 300여년, 높이 20m, 정도의 팽나무(할아버지 나무)가 있다.
4. 목섬
물이 빠지면 드러나는 목섬은 걸어서 건너갈 수 있다. 조선시대 코끼리가 이곳에 유배됐다고 알려져 있다.
5. 뻘배전시관
주민들이 직접 탔던 세월 묻은 뻘배들을 전시해놓은 곳이다. 갯벌에서 일하는 모습이 담긴 주민들의 사진도 함께 볼 수 있다.

## 학교
장도의 유일한 학교인 벌교초등학교 장도분교는 재학생이 없어 2019년부터 휴교, 이후 5년간 학생이 없어 올해(2024년) 폐교하였다.
장도분교의 학생은 2018년이 마지막으로 학생 1명, 교사 1명이었다. 이 내용은 섬마을의 ‘특별한 사제지간’이라는 제목으로 기사가 나기도 했다.

## 특산물
1. 꼬막섬이라고 불릴 만큼 꼬막이 많이 나와 매년 겨울이 되면 아낙네들이 뻘배(널배)를 타고 갯벌에 나가 참꼬막을 캔다.
2. 꼬막 뿐 아니라 낙지, 주꾸미, 짱뚱어, 굴, 돌게 등이 유명하다.
3. 장도는 어업뿐만 아니라 농업도 발달된 곳으로 땅콩, 고구마 등을 많이 생산한다.
4. 특히 장도 땅콩은 전국에서 알아주는 산물이다
5. 장도에서 돌게(민꽃게)를 잡으며 3분이 잡고 있다

## 갯벌
1. 장도의 너른 갯벌은 2021년 유네스코 세계유산으로 지정된 <한국의 갯벌>에 포함되어있다.
2. 전남도립공원으로 지정되어있다.
3. 람사스 해안보존습지로 지정되어있다.

## 유명인
지난 2017년 7월 방영된 인간극장 <노인과 소> 편에 나온 윤점수 할아버지가 있다.

## 동물들
1. 장도 주민의 말에 따르면 장도에 살던 멧돼지는 헤엄쳐서 섬 밖으로 나갔다.
2. 주민의 수만큼(?) 고라니가 많다.
3. 흑염소와 닭을 키우는 주민들이 있다.
4. 장도의 마지막 소였던 ‘누렁이’는 2018년 세상을 떠났다.

## 설&썰
1. 조선 태종 때 일본에서 바친 코끼리가 유배 왔다는 기록이 있다.
2. 장도의 쌍둥이 우물을 마시면 쌍둥이를 낳는다는 설이 있다.
3. 도깨비(도채비)가 살았다는 말이 있으며 도깨비가 어린 아이를 훔쳐갔다는 이야기, 주석이 아버지가 도깨비와 씨름을 했다는 이야기 등이 내려져 온다.
4. 장도 주민에 따르면 배멀미를 안할 수 있는 비법이 있는데, 처음 배 타기 전에 돌을 줍고 배 위에서 바다에 주운 돌을 던지면 이후 배멀리를 안한다고 한다.
5. 장도 주민에 따르면 아이가 장수하길 바라는 마음으로 며느리가 시집오면 화장실을 먼저 가도록 하고 아이가 어릴 때 아궁이 속 숯을 만져 눈 밑에 바르면 장수한다고 했다.